# 織田信興
織田信興（？—1570年12月28日））是日本戰國時代武將。織田氏家臣。信秀七子。信長的弟弟。彥七郎。別名信與。

## 生平
信興很早就跟從兄長信長，深受信任。是尾張國小木江城的城主。
元龜元年(1570年)11月，信長被石山本願寺發起的信長包圍網所困，不久，長島一向一揆發生。信興在小木江城被尾張‧伊勢長島一向一揆眾包圍。此時兄長信長正與朝倉義景、淺井長政在比叡山對峙。手下大將瀧川一益在桑名城進行圍城戰，無法派軍支援。信興在孤立無援的情況下奮戰。最終因雙方兵數差距過多，堅守6日後，城池陷落，信興於城內天守閣自盡。(『織田家雜錄』):155-231
聽聞深受信賴的弟弟信興被迫自盡，身為兄長的信長對於一揆眾感到十分憤怒，並在天正2年(1574年)戰勝後下令殺死長島城內所有男女老少。
織田一族中，有一位彥七郎信定，與信興的乳名相同，推測為信興之子(『薬師寺文書』、『大通寺文書』)